# Festival du Nouveau Théâtre populaire
Le festival du Nouveau Théâtre populaire (NTP) est un festival français de théâtre qui se déroule annuellement en Maine-et-Loire. Six pièces classiques ou contemporaines y sont données à la fin de chaque été.
La manifestation se déroule sur plusieurs sites du département, uniquement en plein air, et principalement sur le plateau Jean Vilar de la Maison du Théâtre, dans l'ancienne commune de Fontaine-Guérin aux Bois d'Anjou.
Depuis 2017, sa fréquentation dépasse chaque année les 10.000 spectateurs,. Il est parfois qualifié d' « institution théâtrale de l'Anjou ».

## Présentation
Le choix du nom du festival et du plateau sont un hommage direct à Jean Vilar, directeur du festival d'Avignon puis du Théâtre National Populaire ; la troupe partage avec lui des idéaux de décentralisation et de démocratisation culturelle. Elle s'inscrit également dans la lignée du Théâtre du Peuple de Bussang.
La troupe, composée de vingt-et-un membres, fonctionne de façon collégiale, sans hiérarchie. Elle respecte des principes d'alternance pour l'attribution des rôles principaux et des mises en scène.
Outre le festival, la troupe organise régulièrement des lectures, ainsi que des ateliers de théâtre,.
Depuis 2009, la troupe propose un tarif unique à 5€ la place ; à partir de 2018, elle met en place un tarif au choix (5, 10 ou 15€).

## Historique
Le festival commence en 2009 dans un jardin privé, propriété de Marie-Claude Herson-Macarel, grand-mère de l'un des membres de la troupe,.
En 2013, à la suite du décès de celle-ci, la propriété est mise en vente ; cela menace l'avenir du festival, et suscite une importante mobilisation populaire et médiatique,. Devant celle-ci, la Communauté de communes de Beaufort-en-Anjou décide de racheter la maison où se déroule le festival, afin de pérenniser celui-ci et de transformer la maison en Maison du Théâtre (à l'image de la maison Maria Casarès à Alloue). Cette décision est votée en 2014. Le rachat a finalement lieu en 2015.

## Au fil des éditions
2009
La 1re édition présente Le Misanthrope de Molière et Roméo et Juliette de Shakespeare. Elle accueille 700 spectateurs.
2013
La 5e édition accueille 5000 spectateurs.
2015
La 7e édition accueille 7500 spectateurs.
2018
Le festival fête sa 10e édition. Pour cet anniversaire, l'édition, intitulée « La Comédie humaine », est consacrée à l'œuvre d'Honoré de Balzac. Elle a lieu du 18 au 31 août. Elle accueille plus de 10.000 spectateurs.
2019
La 11e édition se déroule du 17 au 30 août 2019. Autour du thème des « Auteurs vivants », elle présente des textes d'Howard Barker, Moustafa Benaïbout, Arno Bertina, Michel Houellebecq, Sacha Todorov et Ivan Vyrypaïev. Elle accueille plus de 10.000 spectateurs.
2022
La 14e édition accueille 11000 spectateurs autour d'une programmation éclectique : 1789 / le théâtre du soleil - l’échange / Claudel - soleil déréglé / Salleron, 2001 - l’odyssée de l’espace / Kubrick et la reine des neiges / Andersen
2023
La 15e édition se déroule du 19 août au 1er septembre 2023. 2 pieces sont proposées : Le Soulier de Satin de Paul Claudel, découpée en 2 représentations distincte ainsi que Le Conte d'Hiver de Shakespeare. 2 pièces à destination des enfants sont également au programme: Orson et Valentin de Todorov ainsi que Wendy et Peter Pan de Barrie.
2024
La 16e édition (du 13 au 29 août 2024) se concentre autour d'Honoré de Balzac et de son oeuvre « La Comédie Humaine », découpée en 3 pièces : Les Belles Illusions de la Jeunesse / Les Illusions Perdues / Splendeur et Misère des Courtisanes ainsi que deux pièces à destination d'un public plus jeune : Pinocchio et Alice au Pays des Merveilles. Cette édition à rassemblé au total 11555 spectateurs sur l'ensemble des représentations.

## La troupe
La troupe est composée de vingt-et-un membres : Marco Benigno, Pauline Bolcatto, Valentin Boraud, Julien Campani, Philippe Canales, Baptiste Chabauty, Thomas Chrétien, Léo Cohen-Paperman, Emilien Diard-Detœuf, Clovis Fouin, Elsa Grzeszczak, Lazare Herson-Macarel, Frédéric Jessua, Zoé Lenglare, Lola Lucas, Morgane Nairaud, Manon Naudet, Antoine Philippot, Julien Romelard, Claire Sermonne, et Sacha Todorov. La plupart ont été formés dans des grandes écoles nationales (Conservatoire national supérieur d'art dramatique, Théâtre national de Strasbourg, Comédie de Saint-Étienne, etc.).

## Filmographie
- 2015 : Les Héritiers de l'avenir, documentaire de Jean-Gabriel Carasso[16]
- 2019 : Splendeurs et Illusions, documentaire France 3 de Xavier Liébard en accès libre jusqu'au 28/06/2023